# أنتوني رو
أنتوني رو (بالفرنسية: Anthony Roux) ولد بتاريخ 18 أبريل 1987 في فردان، هو دراج فرنسي في صنف سباق الدراجات على الطريق.

## سباقات أو مراحل فاز بها
| التاريخ        | السباق                                   | المركز                   |
| -------------- | ---------------------------------------- | ------------------------ |
| 15 أغسطس 2007  | طواف أين 2007                            | الرابع في تصنيف أفضل شاب |
| 01 يناير 2008  | Grand Prix du Portugal 2008              |                          |
| 04 مايو 2008   | Trophée des Grimpeurs 2008               | العاشر في التصنيف العام  |
| 01 يناير 2009  | بطولة سباق الطرق الفرنسية 2009           |                          |
| 17 مارس 2009   | تيرينو ادرياتيكو 2009                    | العاشر في تصنيف أفضل شاب |
| 31 مايو 2009   | 2009 Boucles de l'Aulne                  | الثاني في التصنيف العام  |
| 13 أبريل 2010  | باريس-كاممبير 2010                       | الرابع في التصنيف العام  |
| 19 سبتمبر 2010 | 2010 Duo Normand                         |                          |
| 01 يناير 2011  | طواف لايغويليا 2011                      | السابع في تصنيف أفضل شاب |
| 01 يناير 2011  | بطولة سباق الطرق الفرنسية 2011           |                          |
| 01 يناير 2011  | Circuit de Lorraine 2011                 |                          |
| 08 أبريل 2011  | سباق حلبة دي لا سارث 2011                | الفائز في التصنيف العام  |
| 08 سبتمبر 2011 | 2011 Izegem Koers                        |                          |
| 16 سبتمبر 2011 | Grand Prix de la Somme 2011              | الفائز في التصنيف العام  |
| 18 سبتمبر 2011 | 2011 Duo Normand                         |                          |
| 03 فبراير 2013 | نجم بسجس 2013                            |                          |
| 01 يناير 2014  | بطولة فرنسا لسباق الدراجات ضد الزمن 2014 |                          |
| 23 يونيو 2016  | بطولة فرنسا لسباق الدراجات ضد الزمن 2016 |                          |
| 22 يونيو 2017  | بطولة فرنسا لسباق الدراجات ضد الزمن 2017 |                          |

## روابط خارجية
- أنتوني رو على موقع ميوزك برينز (الإنجليزية)

- أنتوني رو على موقع الاتحاد الدولي للدراجات (الإنجليزية)
- أنتوني رو على موقع أرشيف الدراجات (الإنجليزية)
- أنتوني رو على موقع إحصائيات الدراجات الإحترافية (الإنجليزية)
- أنتوني رو على موقع نسبة الدراجات (الإنجليزية)
- أنتوني رو على موقع CycleBase (الإنجليزية)